# روس جاي أندرسون
روس جاي أندرسون (بالإنجليزية: Ross J. Anderson)‏ هو عالم تعمية وأستاذ جامعي وعالم حاسوب ورياضياتي بريطاني، ولد في 15 سبتمبر 1956.

## وصلات خارجية
- الموقع الرسمي